# 克拉默 (內布拉斯加州)
克拉默（英語：Kramer）是位於美國內布拉斯加州蘭開斯特縣的普查規定居民點。

## 歷史
克拉默的郵局於1889年設立，其後於1955年停運。

## 人口
根據2020年美國人口普查的數據，克拉默的面積為1.22平方千米，皆為陸地。當地共有人口26人，而人口密度為每平方千米21.31人。